# Symplocos menglianensis
Symplocos menglianensis là một loài thực vật có hoa trong họ Dung. Loài này được Y.Y. Qian miêu tả khoa học đầu tiên năm 1999.